# Jelmira Alembekova
Jelmira Šamilevna Alembekova (rusko Эльмира Шамильевна Алембекова), ruska atletinja, * 30. junij 1990, Saransk, Sovjetska zveza.
Ni nastopila je na poletnih olimpijskih igrah. Na evropskih prvenstvih je osvojila naslov prvakinje v hitri hoji na 20 km leta 2014. 27. februarja 2015 je postavila svetovni rekord v hitri hoji na 20 km s časom 1:24:47, ki je veljal tri mesece in pol.